# Morane-Borel
Il Morane-Borel o Morane-Saulnier type A o semplicemente monoplano Morane è stato uno dei primi aerei francesi, con un solo motore e disputò diversi raduni aerei europei.

## Caratteristiche
Questo velivolo aveva un disegno monoplano con un pattino di coda fisso. Il quadro di legno nella parte posteriore della fusoliera era lasciato scoperto in alcuni modelli. Il suo motore era un rotativo di 50 cavalli che comandava un'elica di legno.
L'aereo divenne celebre per aver ottenuto la vittoria di Jules Védrines nel raid aereo Parigi-Madrid nel 1911. L'aviatore svizzero Émile Taddéoli fu un altro proprietario di un velivolo Morane.
Una versione dotata di galleggianti (idrovolante) volò in Gran Bretagna nel 1912. Ciò portò allo sviluppo di un esemplare a due posti, otto dei quali vennero acquistati dalla Royal Navy e utilizzati come ricognitori fino all'avvento della prima guerra mondiale.
Nel 2007 esiste un solo esemplare restaurato in esposizione al Musée de l'aviation du Canada.

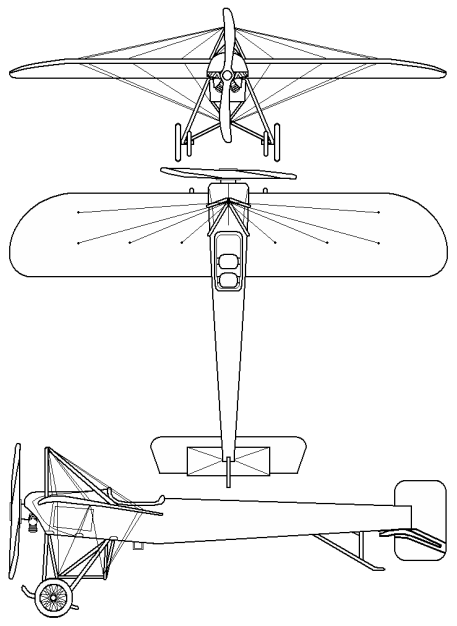
Progetto del Morane-Borel.
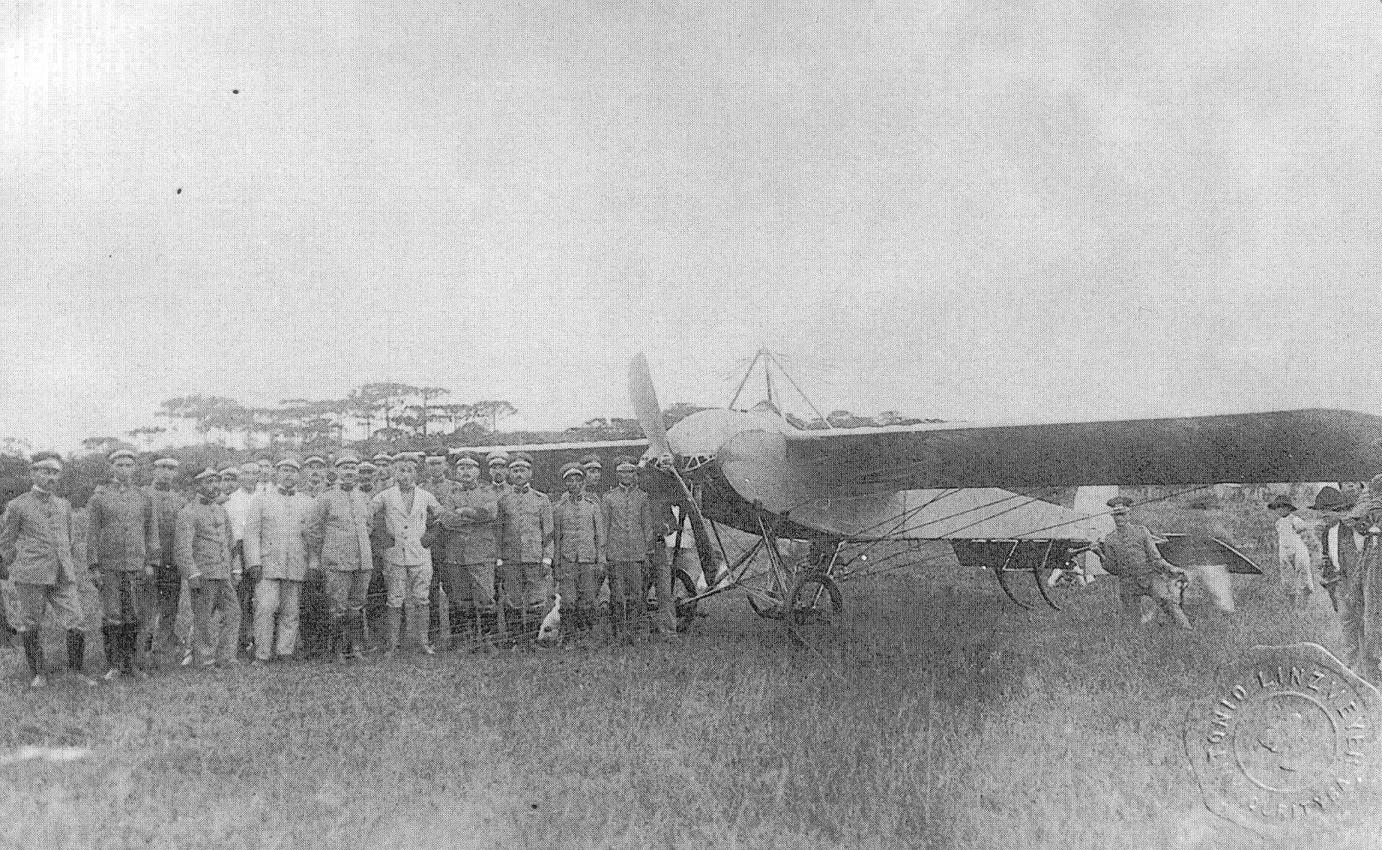
Aereo Morane-Borel della Police militaire de l'État du Paraná, in Brasile.
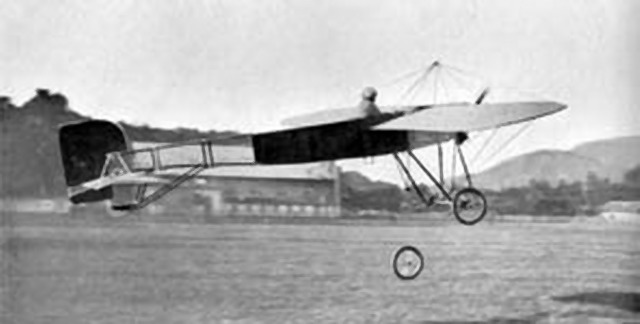
Emile Taddéoli - Berna-Beundenfeld - Bienne su Morane